# اسپرینگفیلد (مینه‌سوتا)
اسپرینگفیلد، مینه‌سوتا (به انگلیسی: Springfield, Minnesota) یک شهر در ایالات متحده آمریکا است که در شهرستان براون واقع شده‌است.

## خصوصیات
اسپرینگفیلد ۴٫۷۹ کیلومترمربع مساحت و ۲٬۱۵۲ نفر جمعیت دارد و ۳۱۱ متر بالاتر از سطح دریا واقع شده‌است.